# يورونيوز
يورونيوز (بالإنجليزية: EuroNews)‏ هي قناة تلفزيونية إخبارية أوروبية متعددة اللغات. بدأت البث بتاريخ 1 يناير عام 1993. تغطي القناة أخبار العالم من منظور أوروبي، وتبث في معظم أوروبا بالإضافة إلى 102 دولة بواسطة الأقمار الاصطناعية والكابل. في عام 1992، في أعقاب حرب الخليج الأولى، واعتبار ان قناة سي إن إن الأمريكية مصدر بارز من الاخبار خلال بث 24 ساعة يوميا، لذلك قرر الاتحاد الأوروبي للإذاعة إنشاء قناة لبث المعلومات والاخبار من منظور أوروبي. تم بث يورونيوز الأولى على 1 يناير 1993 من ليون، مع استوديو بث إضافي أُنشأَ في لندن في عام 1996. أسسها مجموعة من عشرة مذيعين عموميين من الاتحاد الأوروبي
تعرض برامجها مع تعليق صوتي، كما يبث في القناة برنامج "No Comment" الذي يعرض صور «دون تعليق»، إضافة إلى نقل أهم الأحداث والمؤتمرات الصحافية الهامة مباشرة. إضافة لتغطيتها الأنباء في أوروبا والعالم العربي والعالم. كذلك أهم الأنباء الرياضية والأحوال الجوية، ومواضيع الفن والثقافة والاقتصاد والتكنولوجيا والعلوم.
والشبكة مملوكة لكونسورتيوم "SOCEMIE" الذي يضم مجموعة من الشبكات التلفزيونية المسجلة في أوروبا.
يورونيوز متوفرة حتى الآن بعشر لغات: الإنكليزية، الفرنسية، الألمانية، الإيطالية، الإسبانية، البرتغالية، الروسية، العربية والتركية وفارسية.
في عام 2008 أصبح يشاهد يورونيوز 248 مليون منزل، في 135 بلد حول العالم. كما أنها تصل إلى 177 مليون منزل في أوروبا عبر الكيبل والساتلايت والبث الأرضي، مقارنة ب167 مليون منزل أوربي يستقبل بث سي إن إن إنترناشونال و124 مليون لبي بي سي وورلد نيوز، أما بالنسبة لنسبة المشاهدة فيورونيوز هي الأعلى نسبة للمشاهدة في أوروبا تليها سي إن إن إنترناشونال وبي بي سي وورلد نيوز.
-في مطلع مارس 2015 استحوذ الملياردير المصري المهندس نجيب ساويرس على 53% من أسهم قنوات يورونيوز ليصبح بذلك رسميا هو صاحب القناة وذلك لتكون القناة هي صوت لمصر في أوروبا وجميع انحاء العالم وتستطيع تصحيح الصورة المصرية التي يحاول الاعلام الاجنبي تشويهها منذ ثورة الثلاثين من يونيو.

## تاريخ بث الأخبار بلغات مختلفة
القناة بدأت بخمس لغات في عام 1993 هي الإنكليزية، الفرنسية، الإسبانية والألمانية والإيطالية. في عام 1999، أصبحت اللغة البرتغالية لغة البث السادسة. في أيلول/سبتمبر 2001 كانت اللغة الروسية هي اللغة السابعة.وفي 2008 تم بث الاخبار باللغة العربية. في 30 يناير 2010 تمت إضافة اللغة التركية واللغة الفارسية وفي 2011 بثت القناة باللغة الأوكرانية.
في 2017 تخلت قناة يورونيوز عن بث برامجها باللغة العربية لتكتفي باللغة الإنجليزية والفرنسية.

## وصلات خارجية
- الموقع الرسمي بالعربية